# Bansko
Bansko [ˈbansko] (bulgarisch Банско) ist eine Stadt im Südwesten Bulgariens in der geographischen Region Makedonien. Sie gehört administrativ zu der Oblast Blagoewgrad, liegt nahe der Stadt Raslog und ist Sitz einer gleichnamigen Gemeinde. Mit ihrer Nähe zu den Rila, Pirin und Rhodopen-Bergmassiven ist sie ein beliebter Ausgangspunkt für Bergsteiger und Wanderer. Darüber hinaus ist Bansko überregional für den Wintersport und als Hotspot für Digitale Nomaden bekannt.

## Lage und Verkehr
Bansko liegt im Raslog-Becken am östlichen Fuße des Piringebirges, unweit des gleichnamigen Nationalparks im Tal des Flusses Mesta. Unweit der Stadt befinden sich die Schlucht Momina Klisura und der Dobraschki-Teil des Rhodopen-Gebirges.
Die Stadt ist ca. 160 km von Sofia und ca. 220 km von Thessaloniki entfernt.
Bansko ist ein Haltepunkt an der schmalspurigen Rhodopenbahn von Septemwri nach Dobrinischte, bekannt auch als die „Rhätische Bahn des Balkans“. Es bestehen Bahnverbindungen (Umsteigen im Septemwri) nach Sofia, Plowdiw und Burgas. Es bestehen Busverbindungen nach Sofia, Plowdiw, Blagoewgrad, Raslog und Goze Deltschew.

## Gemeindegliederung

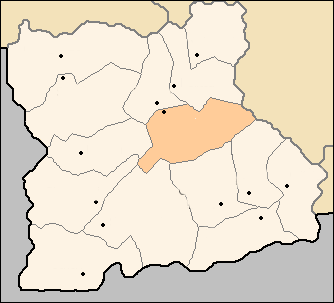
Lage der Gemeinde Bansko in der Oblast Blagoewgrad

Die Bevölkerung der Gemeinde Bansko (bulg. Община Банско) beträgt 13.556 Einwohnern (Stand 15. März 2009). Zu ihr gehören neben der Stadt Bansko noch folgende Orte:
| - Gostun - Dobrinischte - Kremen - Mesta | - Obidim - Osenowo - Filipowo |

## Geschichte

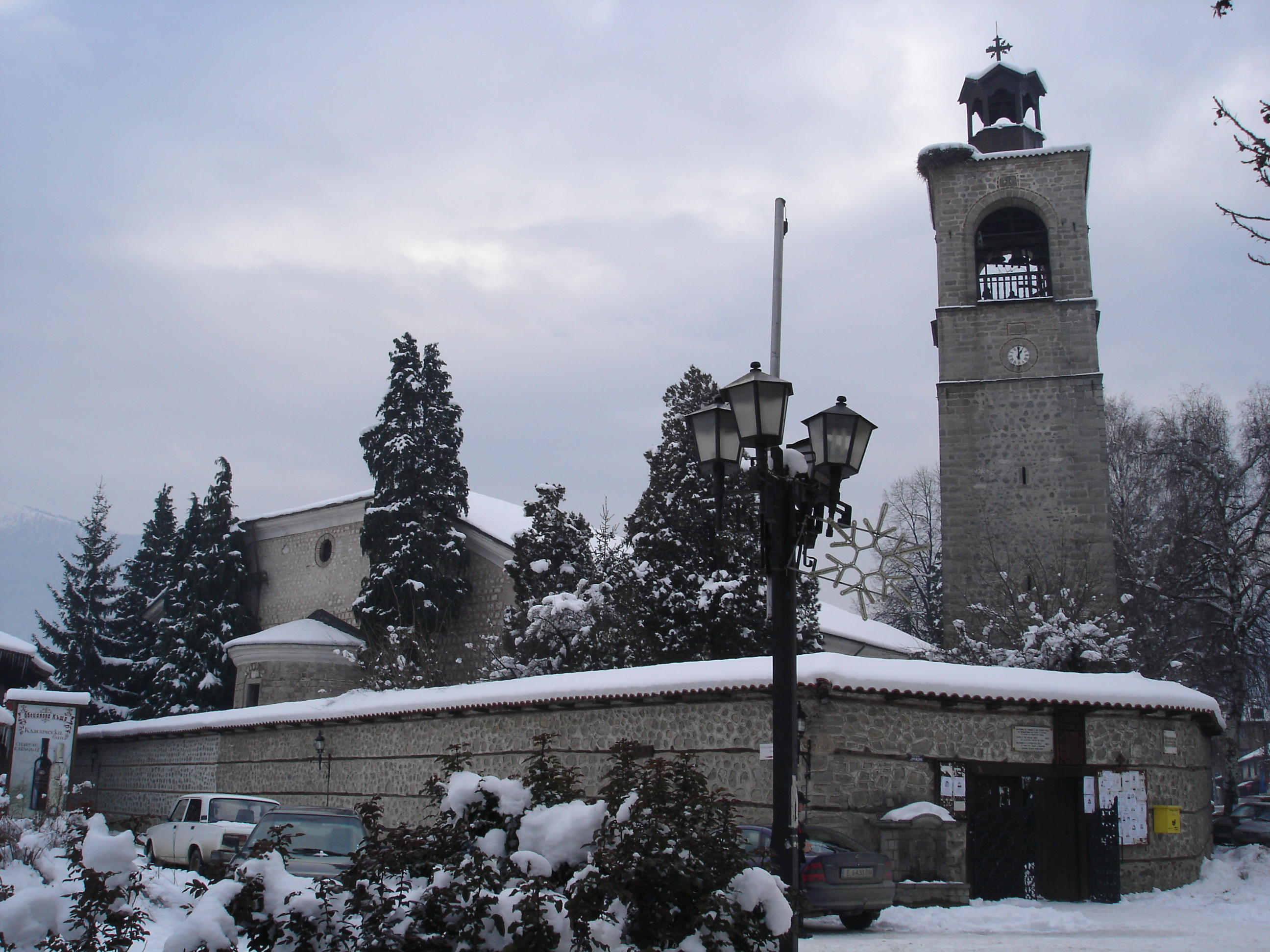
Die Dreifaltigkeitskirche mit dem Uhrglockenturm

Während der Zeit der bulgarischen nationalen Wiedergeburt war Bansko eines der kulturellen Zentren. Vor allem war die Bansko Kunstschule mit ihrer Holzschnitzerei und Ikonenmalerei bekannt. Im Zuge der Tanzimat-Reformen von 1833 konnte sich eine bulgarische Vereinigung bilden, aus der 1850 die Bulgarische Gemeinde Bansko hervorging. Sie organisierte und finanzierte den Bau der Dreifaltigkeitskirche (bulg. Света Троица), die 1837 eingeweiht wurde; der ersten Klosterschule, 1838 eröffnet und ab 1847 weltlich. Weiter regelte die Gemeinde die lokale Gewaltausübung in Bansko selbst. 1850 wurde mit ihrer Unterstützung der Glockenturm der Dreifaltigkeitskirche errichtet, in dem 1865 ein Uhrwerk eingesetzt wurde.
Im Kampf für eine vom griechisch geprägten ökumenischen Patriarchat von Konstantinopel unabhängige bulgarische Kirche wurden in den 1830er Jahren mehrmals die griechische Bischöfe vertrieben und die Entsendung eines bulgarischen Bischofs gefordert.
1876 nahmen die Bewohner von Bansko am April-Aufstand und im Herbst 1878, als bekannt wurde, dass nach dem russisch-türkischen Krieg und den darauffolgenden Berliner Kongress die Region weiter im osmanischen Reich verbleiben soll am Kresna-Raslog-Aufstand teil. 1894 wurde ein Tschitalischte (eine Art Kulturhaus) gegründet. 1896 baute Goze Deltschew Bansko, als Zentrum der BMARK auf. Bansko war 1903 eines der Zentren des Ilinden-Preobraschenie-Aufstandes, der gegen die osmanisch-türkische Oberherrschaft gerichtet war.
Die Stadt wurde am 5. Oktober 1912 im Zuge des Ersten Balkankrieges von der gemeinsame Tscheta (Kompanie) von Jonko Wapzarow, Chirsto Tschernopeew, Pejo Jaworow und Lasar Koltschagow des Makedonien-Adrianopel-Freiwilligen-Korps in der bulgarischen Armee befreit. Als erster Bürgermeister wurde Assen Todorow gewählt. In der folgenden Zeit war die Region eine Bastion der VMRO (eine Umbenennung der BMARK nach einer Spaltung).
Die Stadt ist Namensgeber für den Bansko Peak, einen Berg auf der Livingston-Insel in der Antarktis.

## Stadtbild
Die Durchgangsstraße und der Bahnhof befinden sich am Nordrand der Stadt, die durch einen von Süden aus den Bergen kommenden Bach in das Ortszentrum im Osten und ein Neubauviertel im Westen geteilt wird. Im alten Ortsteil wurde die Atmosphäre aus der Zeit der bulgarischen Wiedergeburtszeit bewahrt. Hier sind zahlreiche restaurierte Häuser aus dem 18. und 19. Jahrhundert erhalten. Einige davon wurden zu Pensionen und Gaststätten umgebaut. Größere Hotels, Restaurants und Geschäfte für Touristen prägen das südlich anschließende Stadtviertel, das sich bis zum Talende hinauf erstreckt.

### Dreifaltigkeitskirche

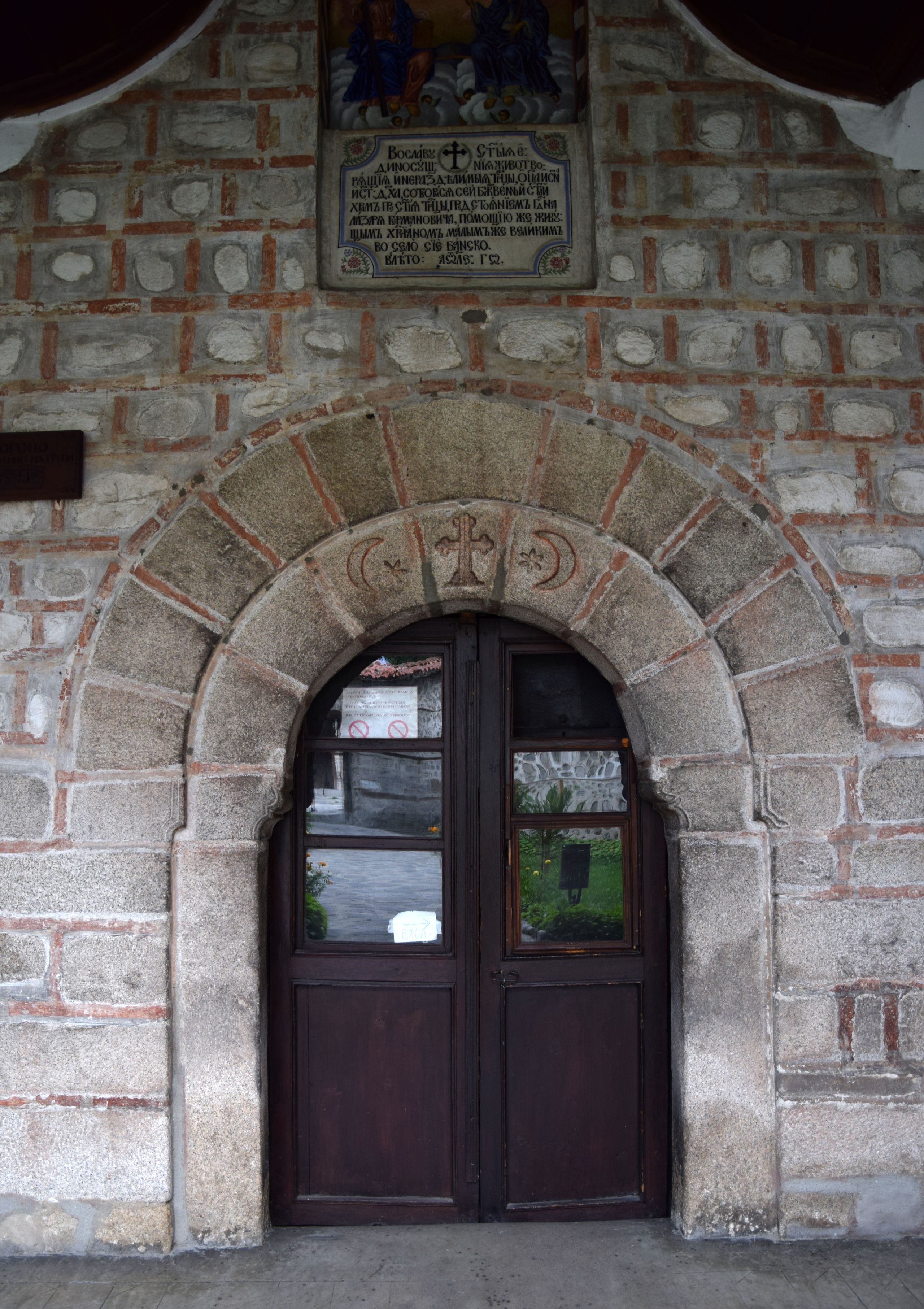
Hauptportal an der Westseite der Dreifaltigkeitskirche

Das bedeutendste Gebäude ist die Dreifaltigkeitskirche (Sweti Troica) in der alten Ortsmitte, die 1850 fertiggestellt wurde. Die Planung der dreischiffigen Hallenkirche musste den Vorgaben der Türken folgen, wonach Kirchengebäude eine bestimmte Höhe und Größe nicht überschreiten durften. Um dennoch einen möglichst geräumigen Betsaal zu erhalten, wurde die Kirche wie allgemein üblich teilweise in den Boden gebaut, sodass stets von den Eingängen einige Stufen nach unten in den Kirchenraum führen. Die Wände und die fast raumhohe Ikonostase sind prächtig bemalt. Die drei Portale an der West-, Nord- und Südwand tragen altslawische Stifterinschriften. Die Inschriften im Norden und Westen sind mit dem Gründungsjahr 1837 datiert. Der Kirchhof ist von einer drei Meter hohen Wehrmauer aus Lesesteinen umgeben.
Weshalb die Kirche trotz der strengen türkischen Restriktionen solche Dimensionen erreichen konnte, wird mit einer Gründungslegende erklärt. Zunächst vergrub man eine Ikone und ein altes Kreuz an der für den Kirchenbau vorgesehenen Stelle. Den Vertretern der türkischen Genehmigungsbehörde erzählten die Bulgaren, einer alten Frau sei im Traum eine Ikone erschienen und tatsächlich wurde an diesem Platz eine Ikone im Boden gefunden. Die somit von der Heiligkeit des Platzes überzeugten Türken erteilten die Baugenehmigung. Die vertraglich festgelegte Begrenzung sei von den Arbeitern jede Nacht um ein unmerkliches Stück nach außen versetzt worden. Nach Erreichen der gewünschten Größe der Gesamtanlage habe man zuerst die Umfassungsmauer errichtet, und so den Kirchenbau lange Zeit vor den Türken verbergen können. Ein Denunziant ließ den Schwindel auffliegen, aber durch Bestechung konnte eine Lösung gefunden werden. Um die Türken darüber hinaus zufrieden zu stellen, wurden – ein einzigartiger Anblick – neben dem Kreuz über dem Haupteingang seitlich zwei islamische Halbmonde in den Stein gemeißelt. Die Halbmonde wurden auch nach der Unabhängigkeit Bulgariens nicht entfernt, weil sie zu Symbolen für die List der christlichen Dorfbevölkerung geworden waren.

## Tourismus

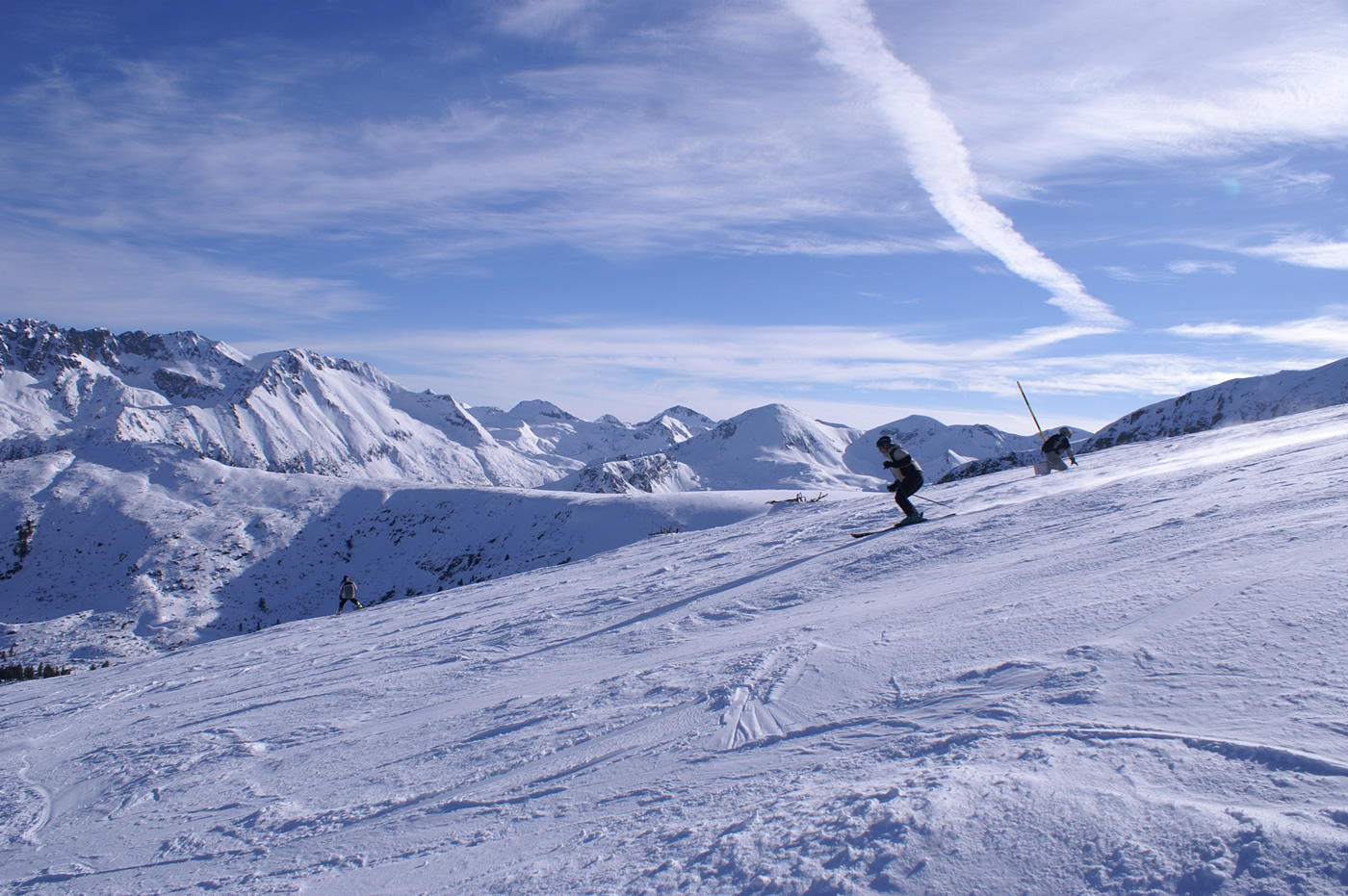
Skigebiet Bansko

Der bekannte Höhenkurort Bansko ist dank des guten Zugangs zum Piringebirge vom Tourismus geprägt und einer der bekanntesten Wintersportorte Bulgariens. Die Ski-Saison dauert von Mitte Dezember bis Mitte April. Das Skigebiet hat Pisten für alle Schwierigkeitsgrade mit einer Gesamtlänge von 75 km.
In den letzten Jahren wurde der grüne Tourismus wiederentdeckt. So bietet Bansko in den Sommermonaten mit dem nahe gelegenen Nationalpark Pirin, der sich in 1008 bis 2914 m Höhe erhebt und eine Fläche von 27.000 ha umfasst, unzählige Wandermöglichkeiten. Durch einige der Wanderpfade sind Sandanski, Melnik sowie Roshen- und Rilakloster zu erreichen. Weiterhin existieren zahlreiche Routen, die man mit dem Mountainbike oder auf dem Rücken eines Pferdes erkunden kann. Der Nationalpark ist reich an Seen, Wasserfällen, Höhlen und jahrhundertealten Bäumen (→Bajkuschewa Mura).

### Umweltkritik

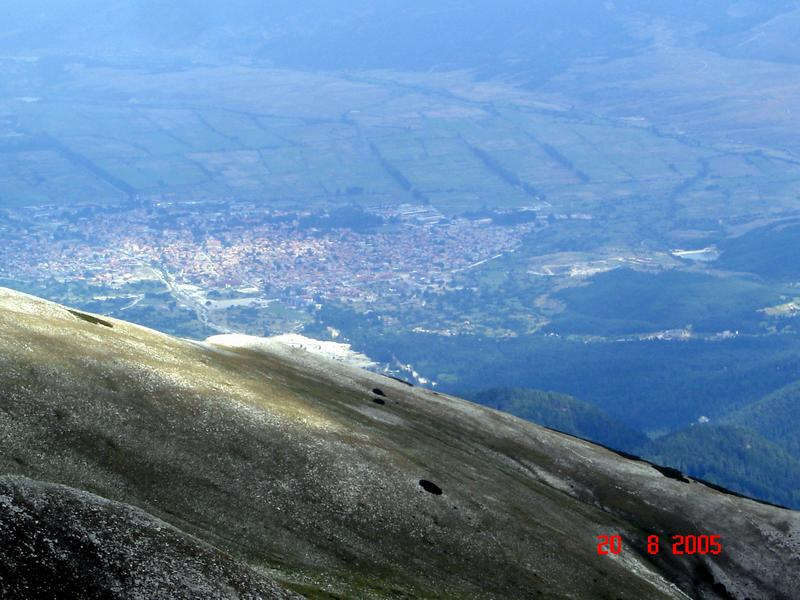
Bansko vom Gipfel Wichren aus

In den letzten Jahren wird jedoch klar auf Massentourismus gesetzt. Jahrhundertealte Nadelbäume müssen den zahlreichen neuen Skipisten und Hotels weichen. Das großflächige Abholzen der bislang unberührten Wälder zerstört die Ökosysteme, beschleunigt die Bodenerosion und erhöht im Winter die Lawinengefahr. Ökologen weisen auf die Verbindungen des Skigebiet-Konzessionärs, der Julen AG (Юлен АД), mit korrupten politischen Kreisen hin. Die großräumige Erschließung des Skigebiets wurde zum Teil unter Missachtung großer ökologischer Bedenken genehmigt.
Am 1. Februar 2007 erreichte ein Brief von radikalen Naturschützern das bulgarische Innenministerium, in dem diese mit der ferngesteuerten Sprengung der Skipisten bei Bansko drohten. Als im Jahre 2000 der Beschluss für den Bau des Skigebiets erteilt wurde, geschah dies unter der Bedingung, dass die Hotelkapazität nicht 9000 Betten übersteigen soll. Im Februar 2011 berichteten Umweltorganisationen, dass die Hotelkapazität mittlerweile 20.000 beträgt. Mehrere in- und ausländische Naturschutzorganisationen warnen vor einer sich anbahnenden Naturkatastrophe, zumal die Julen AG den weiteren Ausbau der Skipisten plant. Auf einer Pressekonferenz im Vorfeld des Alpinen Skiweltcups im Februar 2011 sprach sich die bulgarische Umweltministerin Nona Karadschowa für den Ausbau des Öko- und Wellnesstourismus aus, da die Region mit den Nationalpark Pirin, sowie die Mineralquellen von Banja und Dobrinischte bestens geeignet sei und man dadurch die Attraktivität der Region in der Zeit von April bis Oktober steigern könne.

### Kultur und Sport
In Bansko findet jährlich das internationale Bansko Jazzfest statt.
In Bansko fanden 2007 die Biathlon-Europameisterschaften und im Jahr darauf die Sommerbiathlon-Europameisterschaften 2008 statt. Seit 2008 werden in Bansko regelmäßig Rennen im Rahmen des alpinen Skiweltcups ausgetragen.

## Städtepartnerschaften
- Amphipolis, Griechenland
- Didymoticho, Griechenland
- Doxato, Griechenland

## Söhne und Töchter der Stadt
- Paisii Hilendarski (1722–1773), Geistlicher
- Petar Benin (1777–1884), Aufklärer
- Neofit Rilski (ca. 1790–1881), Aufklärer
- Kandit Dagaradin (1830–1909), Freiheitskämpfer
- Nikola Furnadschiew (1840–1909), Freiheitskämpfer
- Jonko Wapzarow (1861–1939), Freiheitskämpfer und Vater von Nikola Wapzarow
- Atanas Furnadschiew (1882–1940), Freiheitskämpfer
- Nikola Wapzarow (1909–1942), Dichter
- Michail Kletscherow (* 1982), Biathlet
- Iwan Bajrakow (* 1983), Skilangläufer
- Rajna Kojuwa (* 1985), Biathletin und Skilangläuferin
- Iwan Slatew (* 1990), Biathlet
- Daniela Kadewa (* 1994), Biathletin
- Blagoj Todew (* 2001), Biathlet